# Caladenia brownii
Caladenia brownii là một loài thực vật có hoa trong họ Lan. Loài này được Hopper mô tả khoa học đầu tiên năm 2001.